# Лаура Тесоро
Лаура Тесоро (нід. Laura Tesoro; 19 серпня 1996) — бельгійська співачка та акторка. Щайняла друге місце на бельгійській версії шоу Голос. 17 січня 2016 Тесоро перемогла на національному відборі Бельгії Eurosong 2016 із піснею «What's the Pressure» (Що за тиск?), що надало їй право представляти Бельгію на Пісенному конкурсі Євробачення 2016 у Стокгольмі, Швеція.

## Біографія та кар'єра
Лаура Тесоро народилась 19 серпня 1996 року у Фландрії. 
2008 року вона отримала свою першу роль — зіграла Іві Кюперс в бельгійській кримінальній драмі Witse. Після цього Лаура брала участь у мюзиклах Annie і Domino. В 2012—2014 роках вона грає Шарлотту в опері Familie.
2014 року Тесоро бере участь у третьому сезоні шоу The Voice van Vlaanderen (Голос Фландрії) і фінішує на другому місці. Цього ж року вона випускає свій перший сингл «Outta Here», який потрапив до фламандського національного чарту, досягнувши 23 позиції.
2015 року Лаура Тесоро презентує свій другий сингл «Funky Love».
В листопаді цього року фламандська телекомпанія één, відповідальна за участь Бельгії на Євробаченні 2016, оголосила список п'яти потенційних кандидатів від Бельгії на Євробаченні 2016 у Стокгольмі. Серед них була й Лаура Тесоро. Під час національного відбору вона виконувала кавер на пісню «Düm Tek Tek» бельгійсько-турецької співачки Хадісе, а у фіналі 17 січня 2016 року Тесоро перемогла на відборі з піснею «What's the Pressure».